# David H. Kelley
David Humiston Kelley (Albany, Estado de Nueva York; 1 de abril de 1924 - 19 de mayo de 2011) fue un arqueólogo y epigrafista canadiense, reconocido por sus trabajos sobre análisis fonético y por sus contribuciones al desciframiento de la escritura maya usada en la Mesoamérica precolombina.

## Datos biográficos
Desde la década de 1950, Kelley fue de los primeros mayistas estadounidenses en dar crédito y prestar atención a los trabajos del lingüista y etnógrafo ruso Yuri Knorozov, con relación a la interpretación que este último hizo de los glifos mayas, asentando que se trataba de un sistema fonético y silábico, lo que permitió avanzar en el desciframiento de los jeroglíficos. Kelley escribió en 1962 Fonética en la escritura maya (Phoneticism in the Maya Script), que proveyó importantes interpretaciones de tal escritura mesoamericana y que, en su momento, fue en contra de la opinión generalizada de los arqueólogos especializados que afirmaban que no había en tal sistema gráfico elementos de carácter fonético.
Además de los trabajos que Kelley desarrolló sobre lingüística, estudió el sistema calendárico maya y aplicó sus conocimientos de arqueo-astronomía para hacer interpretaciones sobre ese calendario. Es coautor, junto con Eugene Milone del libro Exploring Ancient Skies: An Encyclopedic Survey of Archaeoastronomy (Springer, 2005).
Trabajó en el establecimiento de varias genealogías medioevales. Un ejemplo de esto es su trabajo sobre Una nueva consideración sobre los Carolingios ("A New Consideration of the Carolingians"), de la Sociedad de Genealogía Histórica de Nueva Inglaterra, vol. 101 (1947). Otro ejemplo más reciente es el de "El papel político de Salomón, el Exiliarca, c. 715–759 CE", Foundations (Fundación para la Genealogía Histórica), Vol. 2 (2006), números 1 y 2. Otros ejemplos aún son: "Los Nibelungos" y "El pretendido origen irlandés de Clan Munro.".
Kelley fue profesor emérito en el Departamento de Arqueología de la Universidad de Calgary. También ejerció la academia en la Universidad de Nebraska y en el Texas Tech. Obtuvo su doctorado en 1957 en la Universidad de Harvard, habiendo estudiado con el reputado mayista Alfred M. Tozzer. Su tesis se denominó Nuestro hermano mayor Coyote ("Our Elder Brother Coyote").
Kelley fue descendiente del sargento de la guerra civil estadounidense Amos Humiston, el soldado desconocido, muerto en la batalla de Gettysburg.

## Obra
Entre los libros y artíclos escritos por David H. Kelley están los que siguen (en inglés, excepto donde indicado):
- «Calendar Animals and Deities». Southwestern Journal of Anthropology 16 (3): 317-337. 1960.
- «A History of the Decipherment of Maya Script». Anthropological Linguistics 4: 1-48. 1962.
- «Glyphic Evidence for a Dynastic Sequence at Quirigua, Guatemala». American Antiquity (American Antiquity, Vol. 27, No. 3) 27 (3): 323-335. enero de 1962. doi:10.2307/277799.
- «The Birth of the Gods at Palenque». Estudios de Cultura Maya 27 (3): 93-134. 1965.
- «A Cylinder Seal from Tlatilco». American Antiquity (American Antiquity, Vol. 31, No. 5) 31 (5:1): 744-746. julio de 1966. doi:10.2307/2694503.
- «The Nine Lords of the Night». Studies of the Archaeology of Mexico and Guatemala, University of California Archaeological Research 16: 58-68. 1972.
- Maya Astronomical Tables and Inscriptions, Native American Astronomy. Edited versions of papers presented at a Symposium, held at Colgate University, September 23–26, 1975, Edited by Anthony F. Aveni. Austin: University of Texas Press, 1977., p. 57
- Deciphering the Maya Script, Austin: University of Texas Press, 1976
- «Astronomical Identities of Mesoamerican Gods». Journal for the History of Astronomy 11 (Archaeoastronomy Supplement(2)): S1-S54. 1980.
- "The Maya Calendar Correlation Problem". In :- R. M. Leventhal & A. L. Kolata (eds.) : Civilization in the Ancient Americas : Essays in Honor of Gordon R. Willey. Santa Fe : University of New Mexico Press; and Cambridge (MA) : Peabody Museum of Archaeology and Ethnology, 1983. pp. 157–208
- "The Lords of Palenque and the Lords of Heaven". In :- M. G. Robertson & Virginia M. Fields (eds.) : Fifth Palenque Round Table, 1983. San Francisco : Pre-Columbian Art Research Institute, 1985. pp. 235–240
- "Mesoamerican Astronomy and the Maya Calendar Correlation Problem". In :- Memorias del Segundo Coloquio Internacional de mayistas. Universidad Nacional Autónoma de México, 1989. pp. 65–96
- Exploring Ancient Skies: An Encyclopedic Survey of Archaeoastronomy en coautoría con Eugene F. Milone, Springer, 2005